# Mauri Peltokangas
Mauri Olavi Peltokangas (ur. 11 lutego 1966 w Kokkoli) – fiński polityk, poseł do Eduskunty.

## Życiorys
Zajmował się sprzedażą dóbr konsumpcyjnych różnego rodzaju, pracował również w przedsiębiorstwie oferującym maszyny do czyszczenia obuwia. Był też pracownikiem biura nieruchomości.
Zaangażował się w działalność polityczną w ramach prawicowej Partii Finów, w 2021 objął funkcję wiceprzewodniczącego swojego ugrupowania. W 2017 został radnym gminy Kaustinen, a w 2021 wszedł w skład rady swojej rodzinnej miejscowości. Zyskał rozpoznawalność dzięki swojej aktywności w mediach społecznościowych, publikując m.in. treści dotyczące imigracji, postulując jej ograniczanie np. poprzez utrudnianie procesu azylowego. Związany również z nacjonalistycznym stowarzyszeniem Suomen Sisu, objął kierownictwo jego okręgu w regionie Ostrobotnia Środkowa.
W 2019 po raz pierwszy uzyskał mandat posła do Eduskunty. Z powodzeniem ubiegał się o reelekcję w wyborach w 2023.